# Габонский конституционный референдум (1995)
Конституционный референдум в Габоне проходил 23 июля 1995 года для выяснения общественного мнения о Парижском соглашении 1994 года, в котором между правительством и оппозицией были согласованы конституционные изменения. Изменения были одобрены 96,5% голосов при явке 64,0%.

## Результаты
| Выбор                               | Голоса  | %    |
| ----------------------------------- | ------- | ---- |
| За                                  | 215 229 | 96,5 |
| Против                              | 7 758   | 3,5  |
| Недействительных/пустых бюллетеней  | 5 181   | –    |
| Всего                               | 228 169 | 100  |
| Зарегистрированных избирателей/Явка | 356 376 | 64,0 |
| Источник: Nohlen et al.             |         |      |